# شينيتشي تشان
شينيتشي تشان (باليابانية: 陳晋一) هو لاعب كرة قدم ياباني في مركز الهجوم، ولد في 5 سبتمبر 2002 في هونغ كونغ في الصين. لعب مع نادي كيتشي.

## وصلات خارجية
- شينيتشي تشان على موقع قاعدة بيانات كرة القدم.إي يو (الإنجليزية)
- شينيتشي تشان على موقع ناشيونال فوتبول تيمز (الإنجليزية)
- شينيتشي تشان على موقع Soccerway.com (الإنجليزية)